# Plaza Mayor de Ségovie
Pour les articles homonymes, voir Plaza mayor.
La Plaza Mayor de Ségovie est située dans le centre historique de la ville de Ségovie, en Castille-et-Léon, dans le centre de l'Espagne. L'espace urbain réunit les caractéristiques d'une typique plaza mayor espagnole, et sur laquelle se trouvent quelques monuments comme l'abside de la cathédrale, le Théâtre Juan Bravo ou la Casa consistorial abritant l'Hôtel de Ville de Ségovie (ayuntamiento).

## Histoire
Elle fut connue historiquement comme la plaza de San Miguel, en référence à la primitive église de San Miguel qui occupait originellement une partie de l'espace de l'actuelle place. Ce fut sur cette place de San Miguel que se célébrait le marché dans la ville de Ségovie, et également le lieu dans lequel Isabelle la Catholique a été proclamée reine de Castille le 13 décembre 1474. L'église a été démolie en 1532 et reconstruite à quelques mètres de distance pour permettre les travaux de l'actuelle Plaza Mayor. À partir de la fin du XIXè siècle, elle commence à recevoir le nom de place de la Constitution, bien qu'on ait toujours maintenu l'appellation de "Plaza mayor".

## Caractéristiques
Elle a une forme presque rectangulaire. Près du centre de la place se trouve un kiosque à musique où se tiennent des concerts musicaux.